# Tylosperma lignosa
Tylosperma lignosa là loài thực vật có hoa trong họ Hoa hồng. Loài này được Botsch. miêu tả khoa học đầu tiên.